# Ctenoplusia yunnanensis
Ctenoplusia yunnanensis är en fjärilsart som beskrevs av Chou och Lu 1978. Ctenoplusia yunnanensis ingår i släktet Ctenoplusia och familjen nattflyn. Inga underarter finns listade i Catalogue of Life.